# RGB (新居昭乃のアルバム)
『RGB』（アールジービー）は2002年4月24日にリリースされた新居昭乃の2枚目のベストアルバム。

## 解説
『空の森』以降にリリースされ、オリジナルアルバム未収録だったシングル曲と提供曲のセルフカバーで構成されている。

14曲目「白昼夢」は今作のために収録された楽曲。

## 収録曲
| 全作詞: 新居昭乃（except M-7 作詞：一倉宏）。 |                         |                                       |                    |                              |      |
| #                                             | タイトル                | 作詞                                  | 作曲               | 編曲                         | 時間 |
| 1.                                            | 「昼の月」              | 新居昭乃（except M-7 作詞： 一倉宏 ） | 新居昭乃           | 新居昭乃                     | 3:30 |
| 2.                                            | 「さかさまの虹」        | 新居昭乃（except M-7 作詞： 一倉宏 ） | 新居昭乃           | 保刈久明                     | 4:48 |
| 3.                                            | 「Little Wing」         | 新居昭乃（except M-7 作詞： 一倉宏 ） | 新居昭乃           | 細海魚                       | 5:22 |
| 4.                                            | 「黒い種」              | 新居昭乃（except M-7 作詞： 一倉宏 ） | 新居昭乃           | 新居昭乃                     | 4:55 |
| 5.                                            | 「月の家」              | 新居昭乃（except M-7 作詞： 一倉宏 ） | 新居昭乃           | 保刈久明                     | 4:31 |
| 6.                                            | 「ばらの茂み」          | 新居昭乃（except M-7 作詞： 一倉宏 ） | 新居昭乃           | 新居昭乃                     | 5:42 |
| 7.                                            | 「星の木馬」            | 新居昭乃（except M-7 作詞： 一倉宏 ） | 菅野よう子         | 菅野よう子                   | 4:36 |
| 8.                                            | 「叶えて」              | 新居昭乃（except M-7 作詞： 一倉宏 ） | 新居昭乃           | 新居昭乃・松林正志・坂元俊介 | 6:14 |
| 9.                                            | 「祝祭の前（RGB mix）」 | 新居昭乃（except M-7 作詞： 一倉宏 ） | 新居昭乃           | 保刈久明・新居昭乃           | 5:26 |
| 10.                                           | 「花のかたち」          | 新居昭乃（except M-7 作詞： 一倉宏 ） | 新居昭乃           | 保刈久明                     | 4:12 |
| 11.                                           | 「フォロー・ミー」      | 新居昭乃（except M-7 作詞： 一倉宏 ） | 保刈久明・新居昭乃 | 保刈久明                     | 4:15 |
| 12.                                           | 「きれいな感情」        | 新居昭乃（except M-7 作詞： 一倉宏 ） | 新居昭乃           | 保刈久明                     | 4:16 |
| 13.                                           | 「空の青さ」            | 新居昭乃（except M-7 作詞： 一倉宏 ） | 新居昭乃           | 保刈久明                     | 7:04 |
| 14.                                           | 「白昼夢」              | 新居昭乃（except M-7 作詞： 一倉宏 ） | 新居昭乃           | 細海魚                       | 4:38 |
| 合計時間:                                     | 合計時間:               | 合計時間:                             | 合計時間:          | 69:29                        |      |

## 参加ミュージシャン
| 昼の月 - Snare Drum：田中徹 - E.Bass＆Mandlin：渡辺等 - Strings：桑野聖カルテット - Chorus：新居昭乃 さかさまの虹 - Drums：佐野康夫 - E.Bass：渡辺等 - Percussion：三沢泉 - Synthesizer Manipulating：坂元俊介・保刈久明 - Synthesizer Programming,Keyboards＆E.Guitar：保刈久明 - Background Vocal＆Chorus：新居昭乃 Little Wing - All Instruments：細海魚 黒い種 - E.Bass：渡辺等 - Malinba：三沢泉 - Strings：桑野聖カルテット - Synthesizer Manipulating：坂元俊介・保刈久明 - Synthesizer Programming：保刈久明 月の家 - E.Bass：渡辺等 - Synthesizer Manipulating：坂元俊介・保刈久明 - Synthesizer Programming＆E.Guitar：保刈久明 - Chorus：新居昭乃 ばらの茂み - Cello：溝口肇 - Cor Anglais：石橋雅一 - Keyboards,A.Piano,Celesta＆Cembalo：菅野よう子 - Chime：新居昭乃 - Synthesizer Manipulating＆Programming：保刈久明 星の木馬 - Marimba：藤井珠緒 - Keyboards＆A.Piano：菅野よう子 - Guitars：保刈久明 - Synthesizer Manipulating：浦田恵司 - Chorus：新居昭乃・ヤンヤンコーラス | 叶えて - E.Bass：内田Ken太郎 - 琴：木田敦子 - Guitars：保刈久明 - Synthesizer Manipulating：坂元俊介 - Synthesizer Programming：新居昭乃・坂元俊介 - Rhythm Tracks：松林正志 - Chorus：新居昭乃 祝祭の前（RGB mix） - Synthesizer Manipulating：坂元俊介・保刈久明 - Synthesizer Programming：保刈久明 - Strings：桑野聖ストリングズ - A.Piano＆Background Vocal：新居昭乃 花のかたち - Drums：田中徹 - E.Bass：Woody渡辺 - Guitars：堀越信泰 - Wulitzer：細海魚 - Synthesizer Programming＆Manipulating：保刈久明 - Toy Glockenspiel＆Chorus：新居昭乃 フォロー・ミー - Drums：田中徹 - E.Bass：Woody渡辺 - Guitars：堀越信泰 - Wulitzer＆Hammond Organ：細海魚 - Synthesizer Programming＆Manipulating：保刈久明 きれいな感情 - Synthesizer Programming,Manipulating＆Keyboards：保刈久明 - Drums：田中徹 - E.Bass：宗秀治 - Guitars：堀越信泰 - Hammond organ：細海魚 - Cembalo：新居昭乃 - Violin：桑野聖 - Cello：四家卯大 空の青さ - Ondes Martenot：ハラダタカシ - Strings：桑野聖ストリングズ - Synthesizer Programming＆Manipulating：保刈久明 - Cembalo＆Glockenspiel：新居昭乃 白昼夢 - All Instruments：細海魚 |

## タイアップ
| #  | 曲名           | タイアップ                                                            | 初出作品                                                      | 発売日         | 品番       | 備考                         |
| -- | -------------- | --------------------------------------------------------------------- | ------------------------------------------------------------- | -------------- | ---------- | ---------------------------- |
| 01 | 昼の月         | テレビアニメ『星方武侠アウトロースター』前期エンディングテーマ        | シングル「昼の月」                                            | 1998年1月21日  | VIDL-30073 |                              |
| 02 | さかさまの虹   | テレビアニメ『ロードス島戦記-英雄騎士伝-』イメージソング              | シングル「光のすあし」                                        | 1998年4月22日  | VIDL-30203 | セルフカバー・石橋千恵提供曲 |
| 03 | Little Wing    | （無し）                                                              | アルバム『Tendance d'eau』                                    | 1997年11月1日  | VPCG-84637 | セルフカバー・白鳥由里提供曲 |
| 04 | 黒い種         | （無し）                                                              | シングル「月の家」                                            | 1998年4月22日  | VIDL-30201 |                              |
| 05 | 月の家         | テレビアニメ『星方武侠アウトロースター』後期エンディングテーマ        | シングル「月の家」                                            | 1998年4月22日  | VIDL-30201 |                              |
| 06 | ばらの茂み     | テレビアニメ『ロードス島戦記-英雄騎士伝-』イメージソング              | ロードス島戦記 -英雄騎士伝- オリジナル・サウンドトラックVOL.2 | 1998年9月23日  | VICL-60244 |                              |
| 07 | 星の木馬       | テレビアニメ『地球防衛企業ダイ・ガード』挿入歌                        | 地球防衛企業ダイ・ガード オリジナルサウンドトラック1          | 2000年1月1日   | VICL-60522 |                              |
| 08 | 叶えて         | テレビアニメ『人形草紙あやつり左近』エンディングテーマ                | シングル「叶えて」                                            | 1999年11月20日 | VIDL-30458 |                              |
| 09 | 祝祭の前       | 発売中止となったPlayStation用ゲーム『エターナルチェイン』テーマソング | シングル「叶えて」                                            | 1999年11月20日 | VIDL-30458 | リミックス音源               |
| 10 | 花のかたち     | テレビアニメ『地球防衛家族』エンディングテーマ                        | シングル「花のかたち」                                        | 2001年2月21日  | VICL-35231 |                              |
| 11 | フォロー・ミー | （無し）                                                              | シングル「花のかたち」                                        | 2001年2月21日  | VICL-35231 |                              |
| 12 | きれいな感情   | テレビアニメ『ノワール』エンディングテーマ                            | アルバム『鉱石ラジオ』                                        | 2001年5月23日  | VICL-60721 |                              |
| 13 | 空の青さ       | 劇場用アニメ『パルムの樹』主題歌                                      | 『PALME songs』                                               | 2002年3月13日  | VICL-35351 |                              |
| 14 | 白昼夢         | （無し）                                                              | （無し）                                                      | （無し）       | （無し）   | 新曲                         |